# Prison de Haren
La prison de Haren (en néerlandais : Gevangenis van Haren) située au nord-est de Bruxelles en région de Bruxelles-Capitale est un établissement pénitentiaire destiné à accueillir 1190 détenus. Elle est la plus grande structure carcérale jamais construite en Belgique. Elle remplace les prisons de Saint-Gilles, Forest et de Berkendael. Saint-Gilles maintiendra néanmoins une activité partielle jusque fin 2024 et la prison de Berkendael sera affectée à la détention de détenues purgeant des peines inférieures à trois ans,.

## Événements notables
En juillet 2023, un début de mutinerie survient dans l'établissement. L'événement, dont certaines vidéos sont diffusées sur les réseaux sociaux, nécessite une intervention importante des forces de l'ordre,.

## Détenus notables
- Eva Kaïli, femme politique grecque et ancienne vice-présidente du Parlement européen, est incarcérée en détention préventive dans l'établissement entre décembre 2022 et avril 2023 à la suite de sa mise en cause dans l'affaire dite du « Qatargate »[5].